# (31691) 1999 JO30
1999 JO30 (asteroide 31691) é um asteroide da cintura principal. Possui uma excentricidade de 0.06314330 e uma inclinação de 9.24200º.
Este asteroide foi descoberto no dia 10 de maio de 1999 por LINEAR em Socorro.